# لایکا ام۳
لایکا ام۳ (به انگلیسی: Leica M3) یک دوربین عکاسی دوربین تک‌لنزی غیربازتابی ساخت شرکت لایکا است.